# 八島士奴美神
八島士奴美神（ヤシマジヌミ）は、日本神話に登場する神。

## 概要
『古事記』において、八島士奴美神から遠津山岬多良斯神まで十五柱を指す十七世神（とおまりななよのかみ）の初代とされる。須佐之男命の子である国津神。大年神や宇迦之御魂神の異母兄にあたる。
『日本書紀』においては清之湯山主三名狭漏彦八嶋篠（スガノユヤマヌシミナサルヒコヤシマシノ）、清之繁名坂軽彦八嶋手命（スガノユイナサカカルヒコヤシマデ）、清之湯山主三名狭漏彦八嶋野（スガノユヤマヌシミナサルヒコヤシマノ）などの名称で記述されている。
『先代旧事本紀』では八島士奴美神の別名を大己貴神とし、粟鹿神社の書物『粟鹿大明神元記』では蘇我能由夜麻奴斯弥那佐牟留比古夜斯麻斯奴（ソガノユヤマヌシミナサムルヒコヤシマシヌ）と記述されている。
「八島」は「多くの島々」、「士」は「知」（領有する）、「奴」は「主」、「美」は「神霊」と解し、名義は「多くの島々を領有する主の神霊」と考えられる。

## 系譜

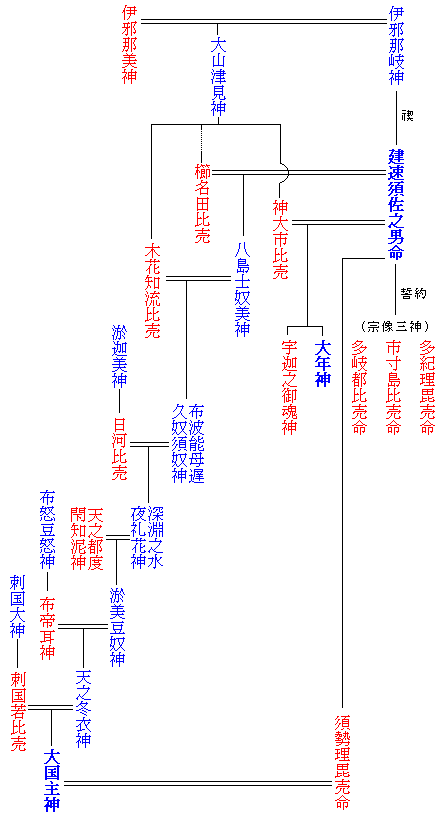
須佐之男命から大国主神までの系図（『古事記』による）。青は男神、赤は女神

伊邪那岐命の子須佐之男命が、大山津見神の子の手名椎・足名椎の娘である櫛名田比売を娶って生んだ子で、大山津見神の娘木花知流比売を娶って布波能母遅久奴須奴神を生んだ。

## 祀る神社
- 粟田神社（京都府京都市東山区粟田口鍛冶町）
- 八坂神社（京都府京都市東山区祇園町北側）
- 男山神社（香川県さぬき市寒川町神前）
- 片埜神社（大阪府枚方市牧野坂）
- 須加神社（三重県松阪市嬉野権現前町）
- 河邊神社（島根県雲南市木次町上熊谷）
- 須我神社（島根県雲南市大東町須賀）
- 多倍神社（島根県出雲市佐田町反辺）
- 兵主神社（兵庫県西脇市黒田庄町岡）
- 八島手神社（静岡県田方郡函南町丹那）